# Circuit Het Volk 2008
La 63e édition du Circuit Het Volk a eu lieu le 1er mars 2008, autour de la ville de Gand (Belgique), en empruntant les circuits des Ardennes flamandes et était inscrite au calendrier de l'UCI Europe Tour 2008. C'est le coureur cycliste belge, Philippe Gilbert qui s'est imposé en solitaire, après une chevauchée d'environ cinquante kilomètres, devant Nick Nuyens et Thor Hushovd. Il s'agit de la seconde victoire du membre de La Française des jeux sur la course : il avait déjà triomphé en 2006,.

## Présentation

### Parcours
La course donne le coup d'envoi de la saison des classiques flandriennes sur un parcours de 199 kilomètres dans la province de Flandre Orientale. Elle commence dans la ville de Gand et se termine au même endroit contrairement aux années précédentes qui se terminaient dans la municipalité de Lokeren.
Au total, onze monts, dont certains sont pavés, sont au programme de l'épreuve :
| Mont | Nom              | Km  | Revêtement | Longueur (m) | Pente moyenne | Pente maxi | Km de l'arrivée |
| ---- | ---------------- | --- | ---------- | ------------ | ------------- | ---------- | --------------- |
| 1    | Grotenberge (nl) | 73  | asphalte   | 875 m        | 3,8 %         | 7 %        | 126             |
| 2    | Leberg           | 91  | asphalte   | 950 m        | 4,2 %         | 13,8 %     | 108             |
| 3    | Berendries       | 96  | asphalte   | 940 m        | 7 %           | 12,3 %     | 103             |
| 4    | Valkenberg       | 101 | asphalte   | 540 m        | 8,1 %         | 12,8 %     | 98              |
| 5    | Tenbosse         | 106 | asphalte   | 450 m        | 6,9 %         | 8,7 %      | 93              |
| 6    | Pottelberg       | 123 | asphalte   | 1 600 m      | 6,2 %         | 10 %       | 70              |
| 7    | Kruisberg        | 134 | asphalte   | 1 875 m      | 4,8 %         | 9,0 %      | 65              |
| 8    | Taaienberg       | 143 | pavés      | 800 m        | 7,13 %        | 18 %       | 56              |
| 9    | Eikenberg        | 149 | pavés      | 1 200 m      | 5,78 %        | 9,9 %      | 50              |
| 10   | Wolvenberg       | 152 | asphalte   | 666 m        | 6,8 %         | 17,3 %     | 47              |
| 11   | Molenberg        | 160 | pavés      | 463 m        | 7 %           | 14,2 %     | 39              |

### Équipes
On retrouve un total de 25 équipes au départ, 14 faisant partie des ProTeams, la première division mondiale, neuf sont des équipes continentales professionnelles, la seconde division mondiale et les deux dernières sont des équipes continentales, la troisième division mondiale.
| ProTeams (14)- Liquigas - Quick Step - Silence-Lotto - Astana - Bouygues Telecom - Cofidis-Le Crédit par Téléphone - High Road - AG2R-La Mondiale - Crédit agricole - La Française des jeux - Gerolsteiner - Rabobank - CSC - Team Milram Équipes continentales professionnelles (9)- Landbouwkrediet-Tönissteiner - Topsport Vlaanderen - Mitsubishi-Jartazi - Slipstream-Chipotle - Volksbank - Cycle Collstrop - Agritubel - Elk Haus-Simplon - Skil-Shimano Équipes continentales (2)- PSK Whirlpool-Author - Willems Veranda´s |
| |

## Déroulement de la course

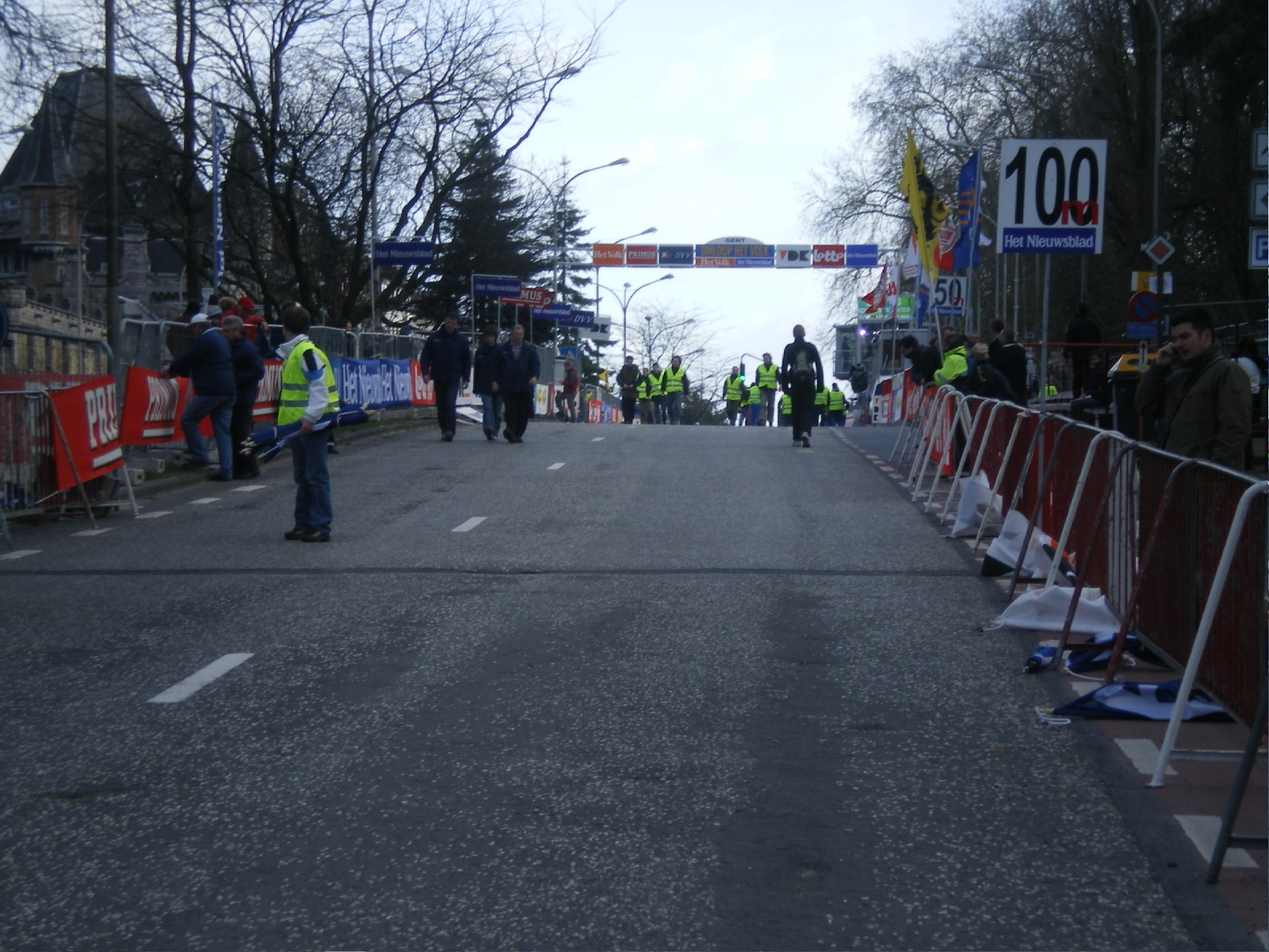
Ligne d'arrivée de l'épreuve.

## Classements

### Classement de la course
| \| Classement général \| Classement général \| Classement général \| Classement général \| Classement général \| \| Coureur \| Coureur \| Pays \| Équipe \| Temps \| \| ------------------ \| --------------------- \| ------------------ \| ------------------------------- \| ------------------ \| \| 1er \| Philippe Gilbert \| Belgique \| La Française des jeux \| 4 h 55 min 25 s \| \| 2e \| Nick Nuyens \| Belgique \| Cofidis-Le Crédit par Téléphone \| + 58 s \| \| 3e \| Thor Hushovd \| Norvège \| Crédit Agricole \| + 1 min 06 s \| \| 4e \| Yuriy Krivtsov \| Ukraine \| AG2R-La Mondiale \| + 1 min 06 s \| \| 5e \| Aliaksandr Kuschynski \| Biélorussie \| Liquigas \| + 1 min 12 s \| \| 6e \| Nicolas Jalabert \| France \| Agritubel \| + 1 min 13 s \| \| 7e \| Leif Hoste \| Belgique \| Silence-Lotto \| + 1 min 13 s \| \| 8e \| Allan Johansen \| Danemark \| CSC \| + 1 min 16 s \| \| 9e \| Jan Kuyckx \| Belgique \| Landbouwkrediet-Tönissteiner \| + 1 min 53 s \| \| 10e \| Arnaud Gérard \| France \| La Française des jeux \| + 1 min 53 s \| \| 11e \| Sébastien Minard \| France \| Cofidis-Le Crédit par Téléphone \| + 1 min 53 s \| \| 12e \| Michael Friedman \| États-Unis \| Slipstream-Chipotle \| + 1 min 58 s \| \| 13e \| Fabian Cancellara \| Suisse \| CSC \| + 2 min 07 s \| \| 14e \| Markus Eichler \| Allemagne \| Team Milram \| + 4 min 26 s \| \| 15e \| Maarten Tjallingii \| Pays-Bas \| Silence-Lotto \| + 4 min 31 s \| \| 16e \| Wouter Weylandt \| Belgique \| Quick Step \| + 4 min 37 s \| \| 17e \| Nico Sijmens \| Belgique \| Landbouwkrediet-Tönissteiner \| + 4 min 37 s \| \| 18e \| Murilo Fischer \| Brésil \| Liquigas \| + 4 min 37 s \| \| 19e \| Anders Lund \| Danemark \| CSC \| + 4 min 37 s \| \| 20e \| Roy Sentjens \| Belgique \| Silence-Lotto \| + 4 min 37 s \| |                       |             |                                 |                 |
| |                       |             |                                 |                 |
| |                       |             |                                 |                 |
| Classement général |                       |             |                                 |                 |
| Coureur | Coureur               | Pays        | Équipe                          | Temps           |
| 1er | Philippe Gilbert      | Belgique    | La Française des jeux           | 4 h 55 min 25 s |
| 2e | Nick Nuyens           | Belgique    | Cofidis-Le Crédit par Téléphone | + 58 s          |
| 3e | Thor Hushovd          | Norvège     | Crédit Agricole                 | + 1 min 06 s    |
| 4e | Yuriy Krivtsov        | Ukraine     | AG2R-La Mondiale                | + 1 min 06 s    |
| 5e | Aliaksandr Kuschynski | Biélorussie | Liquigas                        | + 1 min 12 s    |
| 6e | Nicolas Jalabert      | France      | Agritubel                       | + 1 min 13 s    |
| 7e | Leif Hoste            | Belgique    | Silence-Lotto                   | + 1 min 13 s    |
| 8e | Allan Johansen        | Danemark    | CSC                             | + 1 min 16 s    |
| 9e | Jan Kuyckx            | Belgique    | Landbouwkrediet-Tönissteiner    | + 1 min 53 s    |
| 10e | Arnaud Gérard         | France      | La Française des jeux           | + 1 min 53 s    |
| 11e | Sébastien Minard      | France      | Cofidis-Le Crédit par Téléphone | + 1 min 53 s    |
| 12e | Michael Friedman      | États-Unis  | Slipstream-Chipotle             | + 1 min 58 s    |
| 13e | Fabian Cancellara     | Suisse      | CSC                             | + 2 min 07 s    |
| 14e | Markus Eichler        | Allemagne   | Team Milram                     | + 4 min 26 s    |
| 15e | Maarten Tjallingii    | Pays-Bas    | Silence-Lotto                   | + 4 min 31 s    |
| 16e | Wouter Weylandt       | Belgique    | Quick Step                      | + 4 min 37 s    |
| 17e | Nico Sijmens          | Belgique    | Landbouwkrediet-Tönissteiner    | + 4 min 37 s    |
| 18e | Murilo Fischer        | Brésil      | Liquigas                        | + 4 min 37 s    |
| 19e | Anders Lund           | Danemark    | CSC                             | + 4 min 37 s    |
| 20e | Roy Sentjens          | Belgique    | Silence-Lotto                   | + 4 min 37 s    |